# Anglikánství

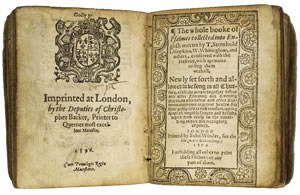
Anglikánská Kniha společných modliteb z roku 1596

Anglikánství je západokřesťanská náboženská tradice, jež je vlastní anglikánské církvi vycházející z anglické reformace. Anglikánské společenství je uskupením církví, které uznávají anglikánskou církev za svou mateřskou církev, ač se s ní v mnohých teologických otázkách nemusí shodovat. Celkem tyto církve anglikánského společenství sdružují kolem 70 miliónů věřících na celém světě.
Anglikánství je považováno za součást protestantství, avšak malá část stoupenců tzv. anglo-katolicismu se za protestanty nepovažuje. Anglikánská církev jasně vyznává, že se „drží katolické pravdy“; slovo „katolický“ zde označuje všeobecnou církev. Katolické tradici pak jsou anglikánské církve blízké některými aspekty své liturgické tradice, zároveň se však anglikánská nauka vyvíjela v návaznosti na protestantskou reformaci. Večeře Páně je slavena týdně nebo měsíčně (podle církevní politiky daného společenství). Bez ohledu na církevní politiku se Večeře Páně vysluhuje vždy pod oběma způsoby přímo z kalicha. Anglikánství na rozdíl od katolicismu praktikuje tzv. otevřený stůl, což znamená, že přijímat může každý křesťan za předpokladu, že může přijímat i ve své mateřské církvi (např. nebyl mu uložen trest).
Podobně jako pravoslavné církve nebo římskokatolická církev anglikáni uznávají církevní autoritu prostřednictvím apoštolské posloupnosti. Za svého prvního biskupa sami anglikáni považují sv. Augustina z Canterbury ze 6. století, ačkoli se církev sama konstituovala teprve v 1. polovině 16. století v důsledku politiky anglického krále Jindřicha VIII.

## Anglikánské společenství

Logo Anglikánského společenství

Ve společenství anglikánských církví (angl. Anglican Communion) přísluší čestné předsednictví mezi ostatními arcibiskupy arcibiskupu z Canterbury jako primasovi původní anglické církve (Church of England). Všechny anglikánské církve jej uznávají jakožto prvního mezi rovnými. Arcibiskup z Canterbury však nevykonává svou autoritu mimo Anglii. Současným canterburským arcibiskupem je Justin Welby, bývalý arcibiskup z Durhamu.
Od vlády Jindřicha VIII. přísluší poslední autorita anglikánské církve vládnoucímu anglickému monarchovi. Od dob Alžběty I. je panovníkovým titulem pro jeho postavení v církvi Supreme Governor, „nejvyšší vládce“. Suverén tak má zodpovědnost za stav správy církve a ustanovení nových biskupů; dnes je však tato zodpovědnost svěřena ministerskému předsedovi Spojeného království. Anglikánské církve mimo Anglii nemají s britským panovníkem tento vztah, s jedinou výjimkou: canterburský arcibiskup coby hlava anglikánského společenství je ustanoven tímto panovníkem.
Od přelomu 20. a 21. století se Anglikánské společenství neustále zmítá v těžké krizi. První vážné problémy přineslo už kněžské a biskupské svěcení žen, které vedlo jednak k přesunům přívrženců a odpůrců z řad věřících mezi jednotlivými anglikánskými církvemi, jednak k řadě úplných odchodů věřících a kněží z církví Anglikánského společenství, nejčastěji do řad římskokatolické církve, kde už pro ně od ledna 2011 postupně vznikly tři personální ordinariáty – v USA, Velké Británii a v Austrálii.

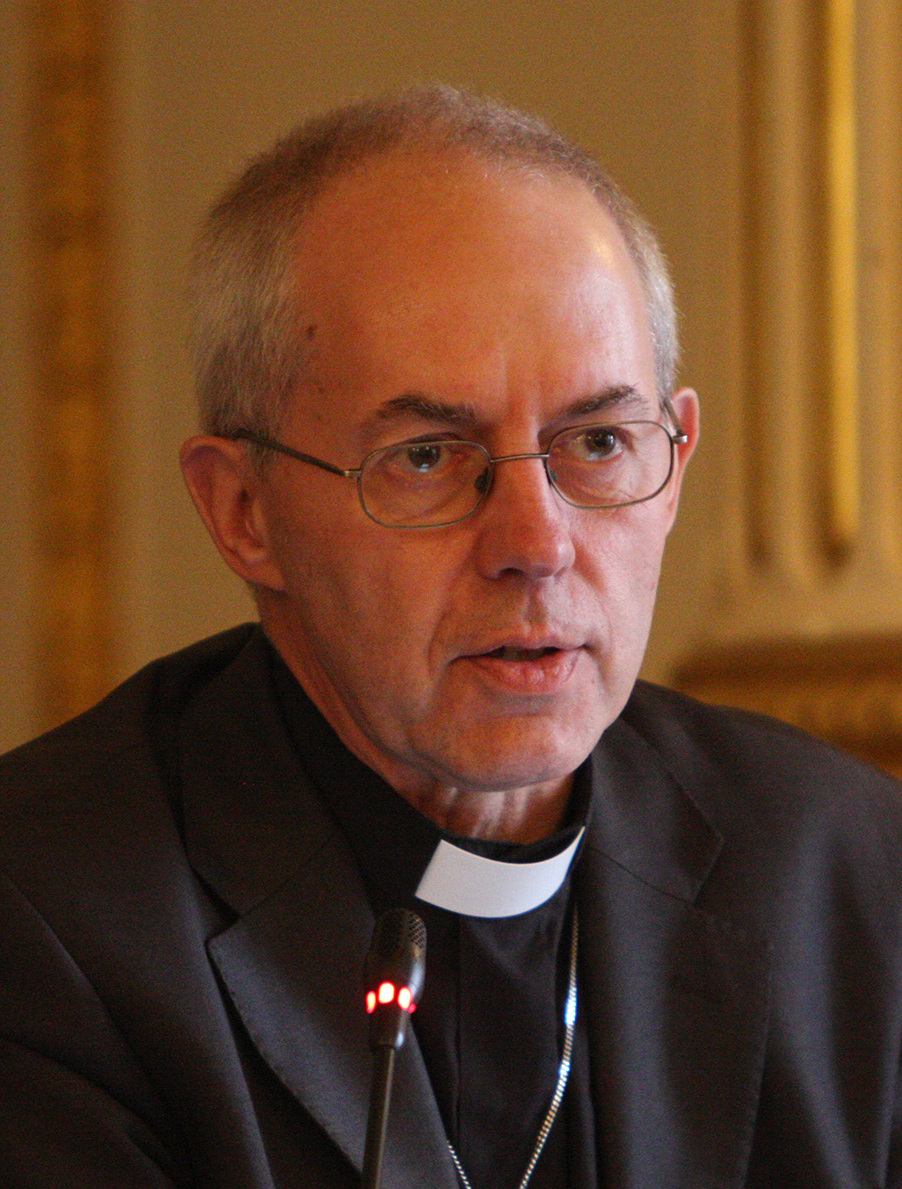
Justin Welby, arcibiskup canterburský, hlava anglické anglikánské církve

Ještě drtivější úder pro jednotu společenství však přišel na počátku 21. století, kdy vedení americké Episkopální církve ovládla strana předsedající biskupky Katharine Jefferts Schori, podporující svěcení svazků homosexuálů a akceptující svěcení kněží a biskupů žijících v takovýchto svazcích. Následkem toho došlo jednak k odpadu celých farností od Episkopální církve v USA a jejich přechodu k tradičnějším církvím anglikánského společenství (řada afrických,asijských a latinskoamerických anglikánských církví tak paradoxně získala poměrně velké a bohaté farnosti v USA), jednak k tvrdým sporům mezi Episkopální církví v USA a ostatními církvemi Anglikánského společenství, které stále zřetelněji směřují k rozpadu společenství. Zatímco zbytek společenství hrozí Episkopální církvi v USA, že pokud od současné praxe neustoupí, bude to znamenat „zásadní narušení jednoty“, v EC USA sílí hlasy pro vystoupení z Anglikánského společenství. Také přímo v USA vznikla z konzervativních anglikánů(včetně několika biskupů), co vystoupili z Episkopální církve, už v r.2009 Anglikánská církev v Severní Americe. V lednu 2016 Anglikánské společenství zbavilo americké episkopály pro jejich podporu stejnopohlavních svazků na tři roky hlasovacích práv ve svých orgánech.

## Katolické osobní ordinariáty pro bývalé anglikány
V říjnu 2009 Svatý stolec oznámil, že římskokatolická církev přijme konzervativní anglikány a vytvoří pro ně zvláštní struktury na úrovni ordinariátů, aby si mohli zachovat některé své liturgické zvyklosti a ženaté kněze. Brzy nato vznikly, zatím 3, personální ordinariáty:
- 15. ledna 2011 vznikl Personální ordinariát Naší Paní (Panny Marie) z Walsinghamu ve Velké Británii. Ordinářem je Keith Newton (* 10. 4. 1952), v roce 2016 měl 3500 věřících ve 35 farnostech, 91 kněží a 9 řeholnic. Dále - 2019: 1850 věřících, už 97 kněží a 8 řeholnic ve 36 farnostech. Roku 2021: 1950 věřících,97 kněží a 8 řeholni ve 36 farnostech.
- 1. ledna 2012 vznikl Personální ordinariát Stolce sv. Petra v USA (a pro Kanadu). Po ordináři Jeffreym Neilu Steensonovi (2012–2015, do roku 2007 to byl biskup EC USA – Episkopální církve v USA, * 1. 4. 1952) je v čele biskup Steven Joseph Lopes (* 22. 4. 1975), na biskupa vysvěcen 2. 2. 2016. V roce 2016 měl 6000 věřících a 67 kněží ve 42 farnostech. Dále - 2019: 6040 věřících a 74 kněží ve 42 farnostech. Roku 2021: už 8000 věřících a 87 kněží ve 38 farnostech.
- 15. června 2012 vznikl Personální ordinariát Naší Paní (Panny Marie) Jižního kříže v Austrálii. V čele byl v letech 2012 - 2019/rezignoval 26.3.2019/ 1.ordinář Harry Entwistle (* 31. 5. 1940), 2.ordinářem je od 26.3.2019 Carl Leonard Reid(*14.12.1950 v Kanadě, v Hagersville,provincie Ontario). Konvertoval do římskokatolické církve 15. dubna 2012. 21. dubna 2023 oznámil svou rezignaci na úřad ordináře s platností k 1. červenci 2023. V roce 2016 měl ordinariát 2030 věřících a 16 kněží ve 12 farnostech. Dále - 2019: 1200 věřících a 23 kněží v 16 farnostech. Roku 2021: 1200 věřících a 21 kněží ve 14 farnostech.

## Anglikánské církve

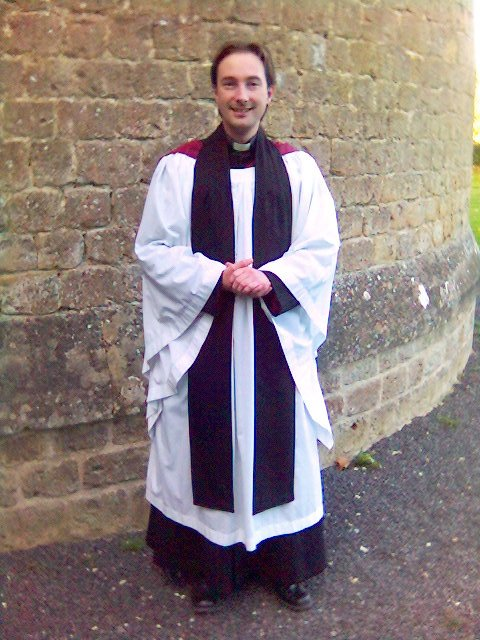
Anglikánský kněz

Anglikánství je nejčastěji spojováno s anglikánskou církví, avšak anglikánské církve existují v mnoha částech světa. V některých z nich (např. USA, Skotsko) nese anglikánská církev název episkopální, což je označení struktury církve vystavěné na biskupech. Některé anglikánské církve nemají církevní společenství s canterburským arcibiskupem, ale jsou považovány za anglikánské, neboť mají s anglikánskou církví společnou liturgii a modlitební knihu (Kniha společných modliteb, anglicky Book of Common Prayer).
Každé národní církvi předsedá primas, většinou arcibiskup (v USA předsedající biskup). Tyto církve se dělí na diecéze, které většinou sledují administrativní členění země. Existují tři stupně ordinovaných služebníků, podobně jako v katolické a pravoslavné církvi – jáhen, kněz a biskup. Jáhni, kněží ani biskupové nejsou vázáni celibátem a ve většině provincií mohou být na jáhenky svěceny i ženy, v mnoha z nich mohou být svěceny i na kněze. V několika provinciích je možné, aby žena přijala biskupské svěcení. Řády a řeholní kongregace byly zrušeny během protestantské reformace, objevily se však v anglikánské církvi znovu ve viktoriánské éře.
Církve sdružené ve společenství s canterburským biskupem tvoří Anglikánské společenství /Anglican communion/, formální organizaci církví na národní úrovni. Některé církve však nesouhlasí s některými změnami od původní anglikánské tradice, a proto přerušily církevní společenství s mateřskou anglikánskou církví=Církví Anglie.

## Nauka
Jako svou autoritu uznávají anglikáni Písmo svaté, tradici (praxi a teorii historické církve) a rozum. Bible je považována za nejdůležitější prvek, ačkoliv někteří se snaží postavit Písmo na úroveň ostatních prvků. Historicky uznávají anglikáni jako prvotní normu své nauky Bibli, tři vyznání (liturgicky dominantně využívané apoštolské vyznání, stejně jako v protestantských církvích, a dále nicejsko-konstantinopolské vyznání a Atanášovo vyznání), 39 článků a Kniha společných modliteb (Book of Common Prayer). V liturgii je anglikánství v některých aspektech blízké katolické tradici, v nauce je bližší protestantské reformaci.
Toto rozdělení je otázkou vnitrocírkevní debaty mezi anglikány. Vznik oxfordského hnutí v 19. století vyústil například ve vznik anglikánských církevních řádů (podobně jako mají např. luteráni) a dalších změn v liturgické praxi. Oxfordské hnutí je ovšem kritizováno za svoji přílišnou příklonnost k Římu. Výsledkům působení Oxfordského hnutí se říká Anglo-katolicismus. Anglikáni stejně jako ostatní protestanti uznávají dvě biblické svátosti (křest a eucharistie) a dále 5 dalších nebiblických svátostných obřadů (biřmování, kněžství, zpověď, manželství, pomazání). Zpověď je hromadná (tiché vyznání hříchu Bohu v srdci, společná modlitba lítosti a hromadné rozhřešení všem přítomným) ale je možná také osobní zpověď knězi. Přijímání Eucharistie je pod obojím. Anglikáni zachovávají trojitý kněžský úřad (jáhen, kněz, biskup).